# Hohovica
Hohovica je naselje v občini Litija.
Naselje leži kilometer daleč od Moravč. Če se peljemo iz Gabrovke proti Litiji, v Moravčah, pri kapelici, zavijemo desno in nadaljujemo pot po dolini ob potoku Mirna.
Naselje sestavljata dva hriba. Prvi se imenuje Gradišče, na katerem je ena domačija s stalnimi prebivalci, dve zapuščeni domačiji in trije vikendi. S tega hriba je lep razgled na vas Moravče. Ob vznožju se začne moravška dolina, ki je bila nekoč last bratov Viljema in Marina Pace iz graščine Turn. Drugi hrib se imenuje Hovca in ima tri domačije. Ljudje obnavljajo stare hiše oz. gradijo nove.
Vaščani se ukvarjajo s kmetijstvom, imajo živino, obdelujejo polja. Na Hohovici je veliko gozda, največ mešanega, ki se razteguje od Moravč do Javorskega Pila. Kmetovanje ni dovolj donosno za preživetje, prebivalci so tudi zaposleni.
Pod Gradiščem stojijo trije zapuščeni mlini, in sicer ob potoku Mirna. Ob njem je kraški izvir. Kadar je vreme suho, je na izviru samo kamenje. Ob močnem deževju izpod kamenja začne bruhati voda. Potok Mirna je tu še popolnoma čist, se pa onesnaži, ko priteče v Moravče in naprej.
Med 1. in 2. sv. vojno vas ni bila porušena niti požgana. Med vojnama so padli skoraj vsi gospodarji. Leta 1953 je bilo skoraj še enkrat več prebivalcev kot danes.
Posebnost Hohovice so mlini na vodo, ki pa so žal že skoraj vsi propadli. Samo en mlin je še ohranjen, vendar tudi ta ne melje več. Ob cesti Moravče-Hohovica so našli rog jamskega jelena, ki ga hranijo v Prirodoslovnem muzeju v Ljubljani.

## Lovšetov mlin
je na potoku Mirna tretji po vrsti v dolini tega potoka, če gledamo od izvira na prej. Na tem mestu je stal mlin že v prejšnjem stoletju, okrog leta 1928 pa je bil popravljen oz. sezidan na novo. Tega dela se je lotil Franc Lovše, doma z Gradišča. To je zaselek na hribu nad mlinom. Mlin je imel dva para kamnov in stope. Mlinar je mlel za kmete iz bližnje okolice, nekoliko manj po letu 1950, ko je v te kraje prišla elektrika. Sicer pa je bil mlin v »pogonu oz. teku« še približno pred 20 leti.
In kaj vse se je mlelo v mlinu? Predvsem ječmen, ajda, koruza in pšenica. Kmetje so zmešali več vrst žita za krušno moko, iz katere so potem pekli zmesni kruh. To mešano žito se je mlelo na »črnem« kamnu, imenovanem tudi »zmesnem«. »Beli« kamen pa je služil predvsem za mletje pšenice za beli kruh in tudi za mletje ajde. Včasih so mleli tudi koruzo za žgance. V mlinu se je tudi »stopalo«, in sicer proso za kašo in ječmen za »ješprenj«. Pred mletjem pa je bilo treba »obstopati« tudi ajdo, da se je le-ta očistila (socvetja).
Poleg mlina je Franc Lovše, ki je bil tudi zadnji aktiven mlinar oz. lastnik tega mlina, leta 1938 zgradil še stanovanjsko hišo, v kateri je živel s svojo družino vse do leta 1989, do svoje smrti.
Tretje poslopje, ki stoji poleg prvih dveh, pa je počitniška hiša in je last Franca Lovšeta, mlajšega, sina zgoraj omenjenega mlinarja. Franc Lovše je po poklicu orodjar, sedaj je že upokojen in se ukvarja z lesom in ne s kovino. Njegov hobi je namreč  izdelovanje drobnih lesenih izdelkov, zanimivih z etnografskega vidika oz. vidika kulturne dediščine. Izdeluje sklednike, pručke, žličnike, zajce za sezuvanje škornjev, držala za rezanje pršuta, starinske kmečke stole - z naslonjalom in brez, stojala za rože, ure ...
Franc Lovše dela te izdelke po naročilu, za darila. Svoje izdelke tudi razstavlja. Poleg tega je Franc Lovše tudi zbiratelj starin, v njegovi hiši lahko vidimo marsikaj zanimivega: stare ključavnice, otko, svitek, petrolejke ...